# Belarussische Literatur
Die belarussische Literatur, seltener weißrussische Literatur oder belarusische Literatur ist die Literatur der belarussisch sprechenden Bevölkerung im heutigen Belarus sowie in historischer Zeit auch in Teilen Polens und Litauens. Das Belarussische ist aus der ruthenischen Sprache hervorgegangen, nahm aber auch immer wieder Einflüsse aus dem Polnischen auf und wirkte seinerseits auf das Kirchenslawische. Eine belarussische Identität und Standardsprache bildete sich jedoch erst im späten 19. Jahrhundert und Anfang des 20. Jahrhunderts im Spannungsbereich zwischen russischen, polnischen und litauischen Macht- und Kulturinteressen. Nicht wenige Intellektuelle sahen sich weiterhin in einer westlichen, auf das alte Großlitauische Reich zurückgehenden Tradition.
Im Folgenden werden die weißruthenische (westliche altruthenische) und die belarussische Literatur im Zusammenhang behandelt.

## Frühe Geschichte
In weißruthenischer Volkssprache blieben zahlreiche Lieder, Gedichte, Rätsel und Märchen lange Zeit erhalten. Auch geringe Spuren der slawischen Heldendichtung finden sich hierin. Mit der Ausbreitung des Großfürstentum Litauens auf das heutige Gebiet von Belarus wurde seit Ende des 14. Jahrhunderts das Ruthenische zur Kanzleisprache. Damit begann die Trennung der weißruthenischen von der russischen Literatur.

### Die Zeit der Übersetzungen
Im 15. und 16. Jahrhundert entstanden im Großfürstentum Litauen erste Chroniken in der weißruthenischen Volkssprache. Der Reformator und Humanist Francysk Skaryna (Francisk Skorina, ca. 1490–1551) druckte zuerst in Prag, dann 1517–1519 in Wilna Bibelübersetzungen in einem noch an die kirchenslawische Sprache angelehnten unreinen Früh- oder Alt-Weißruthenisch. Die damals in Litauen siedelnden Tataren nutzten ebenfalls die weißruthenische Sprache, schrieben aber die Übersetzungen moslemischer Texte mit arabischen Buchstaben (Kitab). Wassil Zjapinsky (Vasilij Tjapinskij, ca. 1540–1604) übersetzte das Neue Testament, Szymon Budny (1530–1593) übersetzte und druckte den calvinistischen Katechismus (Katichizis) ins Weißruthenische und zog sich damit die Feindschaft der Orthodoxen zu. Für diese Übersetzungen wurden also verschiedene Alphabete nebeneinander verwendet. Daneben finden sich Anfänge einer Versdichtung in Form einer Chronologie der Heldentaten des Fürsten Krzysztof Mikołaj Radziwiłł (1581) durch Andrej Rymscha (ca. 1550–1599).

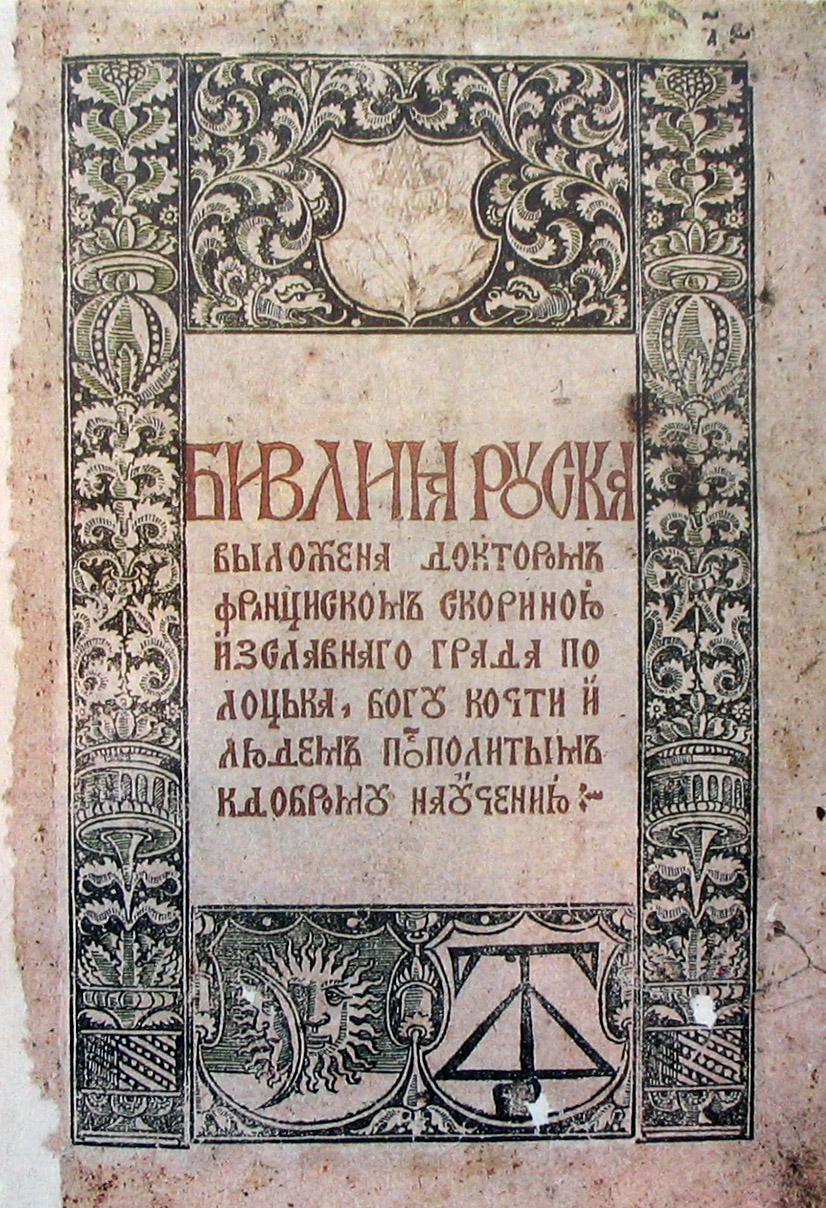
Titelseite der Bibel von Francysk Skaryna

### Die Polonisierung der belarussischen Sprache
Durch die Union mit Litauen 1386 und 1569 kamen viele belarussisch- (und ukrainisch-) sprachige orthodoxe Christen unter die Herrschaft der polnischen Könige. Der Vizekanzler des Großfürstentums Leŭ Sapieha gab 1588 einen umfassenden Rechtskodex in weißruthenischer Sprache heraus (sog. Hoch- oder Mittelruthenisch). 1596 wurde die kirchliche Union beschlossen, wonach die orthodoxe Kirche im Großfürstentum dem Papst unterstellt wurde. Das führte dazu, dass Latein bzw. Polnisch Gelehrtensprachen blieben, während das Belarussische, die Sprache der Bevölkerungsmehrheit im Großfürstentum Litauen, zunehmend polonisiert und barockisiert wurde, u. a. durch den Mönch Simjaon von Polack, der im 17. Jahrhundert gelehrte und panegyrische Gedichtsammlungen herausgab, einige Dramen verfasste und diese literarischen Formen auch in Moskau bekannt machte. Schon im 17. Jahrhundert war Minsk weitgehend katholisch geworden, womit der Einfluss des Polnischen und die Verbreitung der lateinischen Schrift immer stärker wurde. 1697 wurde die weißruthenische Kanzleisprache per Dekret abgeschafft. Die Volksdichtung, die mit vielen kultischen Liedern (z. B. Hochzeits-, Frühlings-, Erntelieder), Beschwörungsformeln, Märchen und Rätseln in der Frühzeit bedeutsamer war als die Kunstdichtung, der aber epische Großformen fehlten, überlebte bis ins 19. Jahrhundert. Bis zur Herausbildung des Standard-Belarussischen bzw. -Ukrainischen gegen Ende des 19. Jahrhunderts spricht man meist von spätruthenischer Sprache.

## Das 19. Jahrhundert: Zurückdrängung des polnischen Einflusses und Beginn einer nationalen Romantik
Nach den Teilungen Polens schrieben immer mehr Landadlige im von Russland annektierten Teil Weißrutheniens in russischer Sprache. Der polnischstämmige Adel war zwar überzeugt davon, dass das weißruthenische Volk ein polnischer Volksstamm sei, doch wurden die Grundlagen für eine selbstbewusste Nationalbewegung gerade von der polonisierten Oberschicht gelegt. Der polnische romantische Dichter Jan Czeczot (1796–1847) interessierte sich für die belarussische Volksdichtung und Folklore; er schrieb einige Gedichte in vormodernem Belarussisch. Erste romantische Werke auf Basis der Volksdialekte stammen von Wikenzi Rawinski (1786–ca. 1855) und Jan Barschtscheuski (1797–1851), der in beiden Sprachen Gedichte schrieb und eine Sammlung von lokalen Legenden und Schauergeschichten (Szlachcic Zawalnia, 1846) veröffentlichte, die er in einer Rahmenhandlung von einem Adligen erzählen lässt. Winzent Dunin-Marzinkewitsch (1808–1884) lässt in seinen romantischen Verserzählungen und Bühnendichtungen vor allem Bauern Weißruthenisch, die Gebildeten aber Polnisch sprechen. Alexander Rypinski (1809–1886) gilt als Begründer der belarussischen Ballade und bedeutender Übersetzer. Nach dem polnischen Novemberaufstand 1830, an dem er sich auch beteiligte, ging der polnisch-litauische Einfluss in Belarus immer mehr zurück; der polnische Adel wurde vertrieben, der belarussische Kleinadel und die orthodoxe Kirche erstarkten.

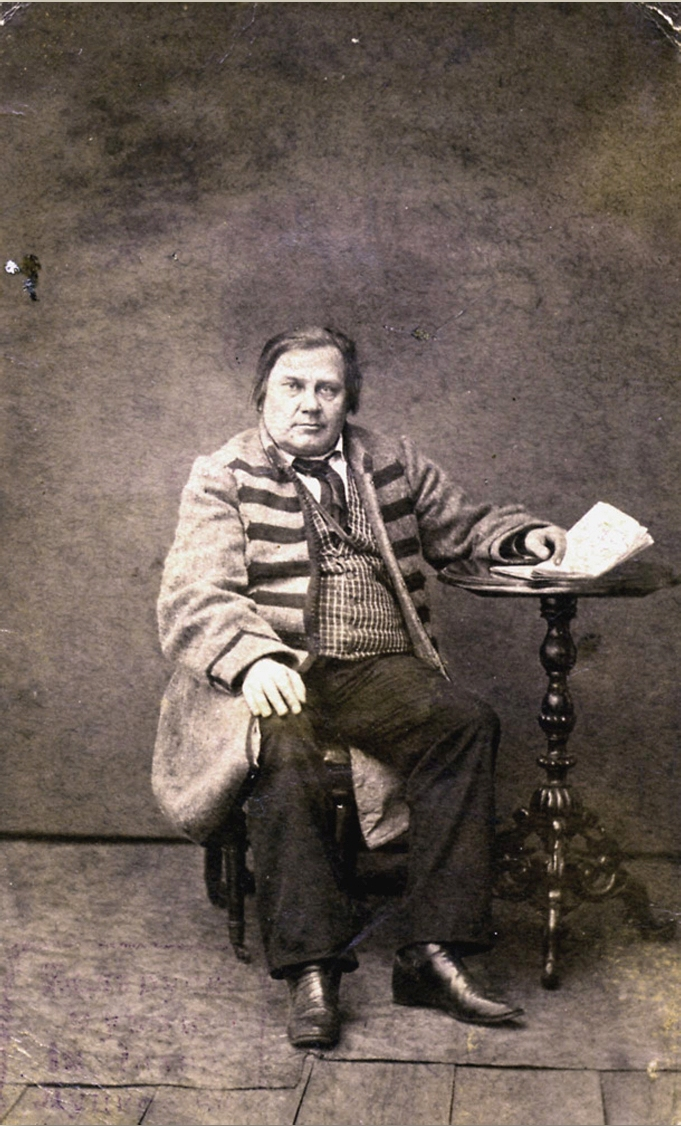
Winzent Dunin-Marzinkewitsch (1863). In seinem Dorftheater spielten auch Bauern mit.

Das Weißruthenische erfuhr in der Folgezeit eine größere Verbreitung, der Begriff „Belarus“ wurde allgemein gebräuchlich. Doch nach dem letzten erfolglosen polnischen Aufstand, dem Januaraufstand von 1863, setzte eine massive Russifizierungspolitik ein. Der Begriff „Belarus“ wurde getilgt, weißruthenische Druckerzeugnisse wurden 1867 verboten.
Seit Ende des 19. Jahrhunderts beschäftigten sich Philologen systematisch mit der weißruthenischen Sprache, den zahlreichen Märchen und Sagen des Bauernvolks und seiner Folklore, was nicht verboten werden konnte. Die schöpferische Ausformung einer belarussischen Schriftsprache begann mit den Gedichten und realistischen Epen von Franzischak Bahuschewitsch (1840–1900), die das ärmliche und sorgenvolle Leben der Bauern behandelten. Damit wurde die rein phonetische Wiedergabe lokaler Dialekte überwunden. 1905 wurde das zaristische Druckverbot aufgehoben; der Begriff „belarussisch“ begann sich als Bezeichnung der Sprache durchzusetzen. In diesem Jahr konnte Janka Kupala (1882–1942) das erste Gedicht in belarussischer Sprache drucken; er verfasste auch Erzählungen und Dramen.
Die belarussische Minderheit im österreichischen Teil Polens konnte sich nach dem Ende der Germanisierungspolitik unter der seit 1867 bestehenden weitreichenden Autonomie Galiziens mit der Gleichberechtigung aller Nationalitäten wesentlich besser entfalten. In Lemberg und Krakau wurden Texte in belarussischer Sprache gedruckt und verlegt. Die Jagiellonen-Universität als bedeutendes Zentrum der Slawistik wurde zum Ort der Pflege belarussischer Sprache und Literatur. Auch im preußischen Teil des annektierten Polens – weitgehend identisch mit der Provinz Posen – waren alle Sprachen zunächst gleichberechtigt, allerdings befanden sie sich nach der Reichsgründung 1871 in einer Minderheitsposition gegenüber dem Deutschen und sahen sich Germanisierungsbestrebungen ausgesetzt.

## Die belarussische Wiedergeburt 1905–1930

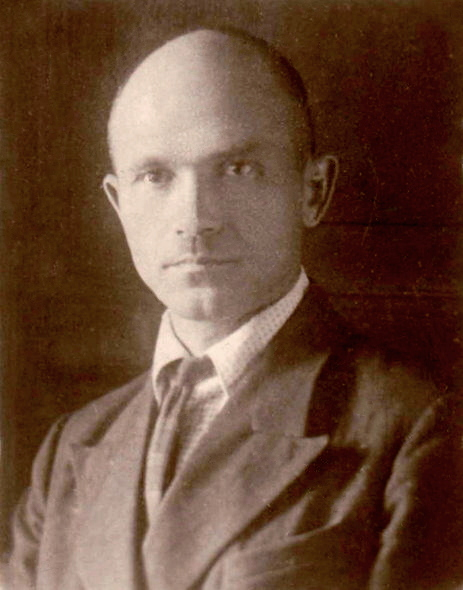
Maksim Harezki (1937)

Die belarussischen Nationalisten und die ersten Prosaautoren versammelten sich um die 1905 in Wilna, dem damaligen intellektuellen Zentrum der belarussischen Intelligenz, und gründeten die Zeitschrift Nascha Niwa (1905–1915). Eine wichtige Figur dieser Bewegung war der früh verstorbene Lyriker, Prosaist und Übersetzer Maksim Bahdanowitsch (1891–1917), der Belarus schon 1896 verlassen und lange in Russland gelebt hatte. Außer durch seinen Gedichtband Вянок (dt. „Der Kranz“) wurde er durch Nachdichtungen europäischer Lyrik (u. a. von Heinrich Heine und Paul Verlaine) sowie antiker Oden bekannt.

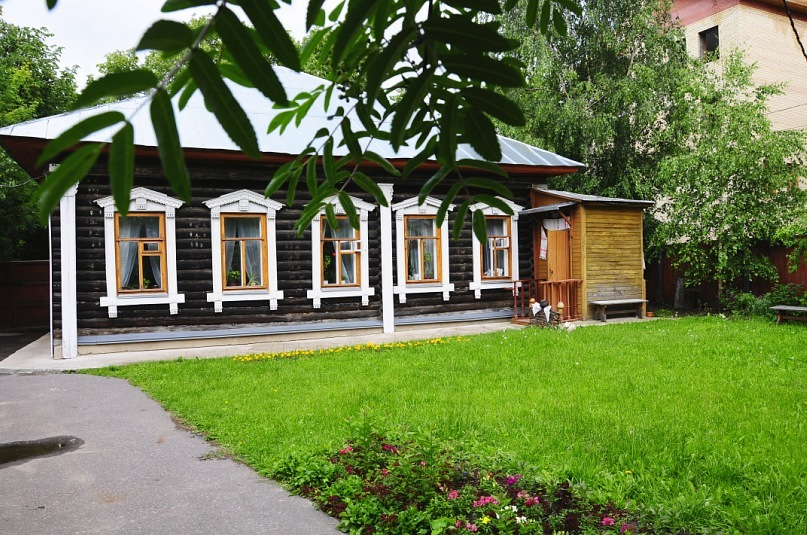
Maksim-Bahdanowitsch-Museum in Jaroslawl, Russland (1992)

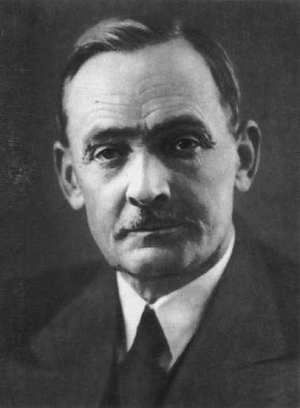
Janka Kupala

In der Vorkriegszeit entstand eine Aufbruchstimmung, die auch von Krieg und Revolution sowie der Abtrennung der westlichen Landesteile und der Stadt Wilna, welche an Polen fielen, nur kurz unterbrochen wurde. Der Romancier Maksim Harezki publizierte 1919, also in einer Zeit, als der Kampf um die Unabhängigkeit noch nicht entschieden war, den Schlüsselroman der belarussischen Wiedergeburtsbewegung mit dem Titel Zwei Seelen, der zunächst als Fortsetzungsgeschichte erschien. Der Held, vermeintlich Sohn eines Gutsbesitzers, der jedoch von seiner Amme mit ihrem eigenen Sohn vertauscht worden war, ist hin- und hergerissen zwischen Adel und Bauern, zwischen den Bolschewisten und den ebenso fanatischen Wiedergeburts-Aktivisten, während sein Ziehbruder den Bolschewiken folgt. Branislau Taraschkewitsch verfasste 1918 eine Grammatik, die zur Grundlage der Standardisierung der in etwa 20 Dialekten verbreiteten Sprache beitrug. 1920 erhielt das Minsker Theater den Status eines staatlichen Theaters. Erstmals wurde der freie Vers in belarussischer Sprache erprobt. Die Literatur konnte sich in der Weißrussischen Sowjetrepublik auch nach ihrem 1922 erfolgten Anschluss an die Sowjetunion bis 1932 weitgehend frei entfalten. Man kann sogar von einer „Belarussifizierung“ der Kultur sprechen, die allerdings dort an Grenzen stieß, wo junge aufgerückte Staatsfunktionäre nur Russisch sprachen.
Auch andere Minderheitssprachen wie Jiddisch oder Lettisch wurden gefördert. So wurde 1926 das staatliche jüdische Theater in Minsk gegründet. Für die Buchproduktion in verschiedenen Sprachen wurden Quoten festgesetzt, die die Minderheiten begünstigten. Die künstlerische Einbildungskraft kannte angesichts dieser Befreiung keine Grenzen mehr, nährte allerdings auch Illusionen. Wichtigste Repräsentanten dieser Phase waren der Lyriker und Theaterautor Janka Kupala (1882–1942), ein Vertreter der nationalen „Wiedergeburt“, der Lyriker und Epiker Jakub Kolas (1882–1956) sowie Jan Skryhan (1905–1992).
Auch mit Blick auf die antibolschewistisch-nationalistische belarussische Opposition in Polen erfuhr die Kultur jedoch bald eine Wende. Kupala war seit 1930 massiven Repressionen ausgesetzt und schrieb nur noch konformistische Gedichte und Artikel. Auch Kolas wurde überwacht und musste Selbstkritik üben. Sein wichtigstes Poem Nowaja Sjamlja („Die Neue Erde“, 1911–1923), das oft mit Puschkins Eugen Onegin verglichen wird, hatte die für Belarus zweifellos zentrale Bodenbesitzfrage in eine „Enzyklopädie des Volkslebens“ transformiert. Der Held Michal, ein Forstaufseher, ist zwar von der Idee des Besitzes eigenen Grund und Bodens mit einem Häuschen besessen, aber diese „Neue Erde“ wird poetisiert und mythisch übersteigert. Skryhan, der zeitweise den Futuristen nahestand, wurde nach Inhaftierung und Verbannung erst 1954 rehabilitiert.

## 1932–1939: Sprachkämpfe und Gleichschaltung der Literatur
In den von Polen annektierten Gebieten wurde indes der Gebrauch der belarussischen Sprache eingedämmt, alle belarussischen Schulen wurden bis 1938/39 geschlossen, belarussische Periodika wurden oft verboten und Journalisten eingesperrt. 1931 betrug die Analphabetenquote hier immer noch 31 %. Ein Refugium der belarussischen Sprache blieb die orthodoxe Kirche. Doch sammelte sich die Opposition im polnischen Exil. So bildete sich bald eine intellektuelle Gruppierung, die die Tradition des um die Nascha Niva herum entstandenen konservativen Flügels der nationalrevolutionären Bewegung fortsetzte. Mit dieser, so fürchteten die Bolschewiken, könnten viele Intellektuelle im Lande sympathisieren. Die dauernde Beschwörung der symbolschweren Untergangsgeschichte der belarussischen Sprache seit 1697 durch die Opposition jenseits der Grenze führte zu heftigen Reaktionen des Staates und brachte die belarussische Intelligenz im Land in einen zwiespältige Lage, entweder den nationalen Traditionen abzusagen oder sich dem Vorwurf auszusetzen, mit Faschisten und Klerikalen in Polen zu liebäugeln.
1932 wurde der belarussische Schriftstellerverband gleichgeschaltet; der Sozialistische Realismus wurde zur literarischen Doktrin. 1933 kam es zu einer Orthographiereform, die sich stärker an die russische Schreibweise anlehnte, während die in Polen lebenden Autoren belarussischer Sprache und die Emigranten aus der Sowjetrepublik die klassische Orthographie auf Basis der Arbeiten von Taraschkyewitsch (der als Kommunist in Polen in Haft war, aber 1938 bei Moskau hingerichtet wurde) benutzten, da sie die Reform als unhistorischen Versuch einer Russifizierung der Sprache betrachteten. Auch Radio Free Europe und der polnische Rundfunk (nach 1990) bedienten sich der klassischen Orthographie. Der Streit zwischen Vertretern beider Schreibweisen um Orthographie und Lexikalik (Verwendung russischer bzw. polnischer Lehnsworte) dauerte bis in die 1990er Jahre an. 1937 wurde das Belarussische als Staatssprache abgeschafft.
Kandrat Krapiwa (1896–1991) schilderte seit den 1930er Jahren in seinen Dramen die Ereignisse der Revolution und des Bürgerkriegs. 1941 erhielt er den Stalinpreis. Die Avantgardisten Pauljuk Schukajla (1904–1939), Todar Kljaschtorny, Walery Marakou, Uladsimir Chadyka, Michas Tscharot, Ales Dudar und Jurka Ljawonn waren hingegen Repressionen ausgesetzt. Dudar wurde 1937 im Oktober 1937 mit mindestens 20 anderen belarussischen und jiddischen Schriftstellern in Minsk hingerichtet, Kupala starb 1942 in Moskau unter ungeklärten Umständen. Schon 1920 war Harezki von den Polen vorübergehend in Haft genommen worden; nun wurde er 1938 bei stalinistischen Säuberungen erschossen. Auch der Arbeiterschriftsteller Zischka Hartny (eigentlich Smizer Schylunowitsch, 1887–1937), erster Regierungschef der Weißruthenischen Sozialistischen Sowjetrepublik, wurde Opfer der Säuberungen. Er verfasste die Tetralogie Soki zaliny („Die Säfte des Neulands“, 1914–1929) und starb nach Folterungen in einer psychiatrischen Heilanstalt.

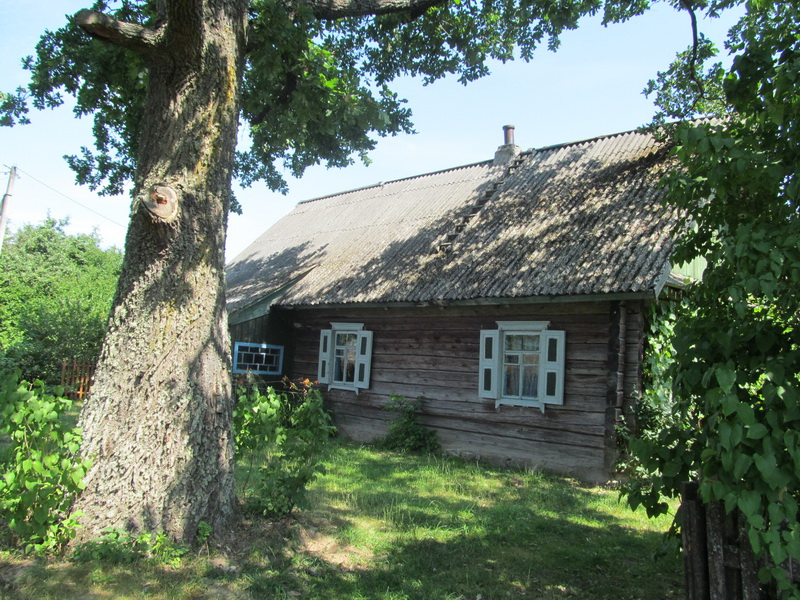
Geburtshaus von Maksim Tank in Piĺkaŭščyna bei Minsk

Im seit 1920 zu Polen gehörenden Westteil des Landes traten in der Zwischenkriegszeit etliche Lyriker hervor, z. B. der Bauernsohn Maksim Tank (1912–1995), der in Wilna Kontakt mit vielen Schriftstellern hatte und zum Schreiben kam. Er agitierte schon in seiner Schulzeit gegen die polnische Besetzung, trat der illegalen Kommunistischen Partei von Belarus bei und kam in den 1930er Jahren dafür mehrfach ins Gefängnis. Während des Krieges arbeitete er als Journalist in der Sowjetunion, nach dem Krieg machte er Karriere im politischen System der BSSR. Zu dieser Gruppe gehörte auch Philip Pestrak (1903–1978), der als Kommunist elf Jahre in polnischen Gefängnissen verbrachte.
Einioge belarussische Autoren, die in den 1920er und 1930er Jahren aus Wilna (oder aus Prag wie Uladsimir Schylka) nach Minsk übergesiedelt waren, wurden unter Stalin liquidiert, da diesem die anfangs geförderten kulturellen Autonomiebestrebungen nunmehr als gefährlich erschienen. Andere, die in der Hoffnung auf eine Befreiung vom Stalinismus mit den Nazis kooperierten wie die Lyrikerin Natallja Arsennewa, flohen nach Deutschland bzw. in die USA. Arsennewa war bis 1954 Chefredakteurin des Exilzeitung Biełarus in New York.

## 1945–1991
Prosa und Lyrik der 1940er und 1950er Jahre standen ganz unter dem Einfluss der Ideologie; thematisch standen der Krieg und die Nachkriegszeit im Vordergrund. Nach 1960 meldeten sich belarussische Schriftsteller wieder mit eigenständigen Beiträgen zu Wort, so zuerst Iwan Melesch (1921–1976) mit einer Romantrilogie über die unmenschliche Kollektivierung der Landwirtschaft. Nach ihm wurde ein Literaturpreis benannt. Der Philologe Uladsimir Karatkewitsch gilt als Begründer des belarussischen historischen Romans. Er veröffentlichte auch Dramen, Gedichte, Kinderbücher und schrieb Drehbücher und Libretti. Maksim Tank publizierte nach 1945 weiter; von ihm beeinflusst war der Erzähler Janka Bryl (1917–2006), der einen lyrischen Ton anschlug. Als Dramatiker wurde Andrej Makajonak (1920–1982) bekannt, der auch für den belarussischen Rundfunk arbeitete. Sein letztes Werk war eine tragikomische Satire über die Folgen der atomaren Zerstörung. Aljaksej Karpjuk (1920–1992) stellte die Verhältnisse im westlichen Teil von Belarus ins Zentrum seines Werkes. Dadurch konnte er teilweise die Zensur umgehen, kämpfte aber seit den 1960er Jahren mit Bespitzelung. Allgemein galt die katholisch geprägte, lange zum Kernland Polen-Litauens gehörende nordwestliche Region um Hrodna (polnisch: Grodno) als offener für westliche Einflüsse als etwa Minsk und wurde wie schon zur Zarenzeit nach 2000 erneut zu einem Zentrum der Opposition.
Die Lyrikerin Laryssa Henijusch (1910–1983), die als Mitarbeiterin der Exilregierung 1948 in Prag verhaftet wurde und lange Zeit in einem sowjetischen Lager verbrachte, durfte erst nach 1963 wieder veröffentlichen. In Deutschland wurde der in der Sowjetunion der 1970er und 1980er Jahre hoch geehrte Erzähler Wassil Bykau (1924–2003), der sich mit dem Thema des Zweiten Weltkriegs befasste (Durchhalten bis zum Morgen!, Der Obelisk), Ende der 1980er Jahre der Bürgerrechtsbewegung angehörte und 1997 ins Exil ging, durch die von ihm selbst verfassten Übersetzungen seiner Werke aus dem Russischen bekannt (zuerst durch Die dritte Leuchtkugel, dt. Berlin 1964). Andere Autoren blieben bis weit in die 1980er Jahre in Deutschland weitgehend unbekannt, wie Neureiter 1983 in der von ihm herausgegebenen Anthologie belarussischer Literatur konstatierte.

## Belarussische Literatur nach der Unabhängigkeit 1991–2006

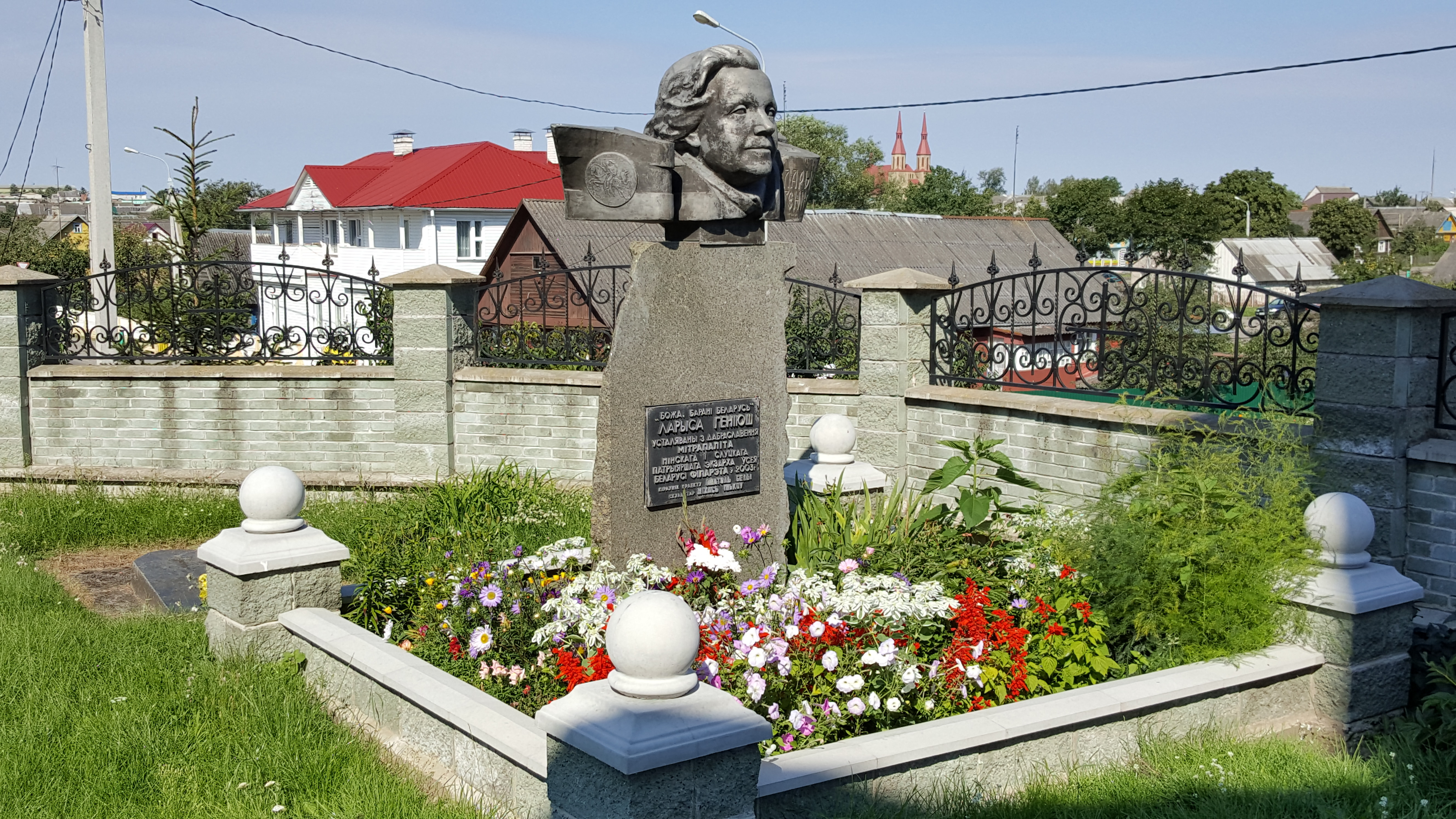
Denkmal für Laryssa Henijusch in Selwa, wo sie nach ihrer Entlassung aus der Lagerhaft lebte

Nach der Unabhängigkeit begann vor allem eine literarische Abrechnung mit der Vergangenheit. Dazu gehörte auch die posthume Veröffentlichung der Lebenserinnerungen von Laryssa Henijusch im Jahr 1990. In den 1990er Jahren entstand auch die sogenannte Bum-Bam-Lit (BBL), die ein Jahrzehnt lang den totalen Individualismus proklamierte und deren Vertretern eine wichtige Rolle in der belarussischen Literatur zukam. Für die Wiederentdeckung der belarussischen Literatur in Westeuropa engagierte sich ihr Mitbegründer, der experimentierfreudig-avantgardistische Lyriker, Verleger, Herausgeber der Zeitschrift Teksty sowie zweier deutsch-belarussischer Anthologien, Smizer Wischnjou (Zmicier Vishniou, * 1973).
Seit 1995 wurden jedoch zahlreiche Publikationsorgane zensiert oder verboten. Die literarische Produktion und Diskussion wurden dadurch erheblich eingeschränkt. Es war der Zeitschrift Kultura zu verdanken, dass 1995 der Begriff des Postmodernismus in die literarische Diskussion von Belarus eingeführt wurde. Auch stieg das Interesse an der belarussischen Sprache im Ausland wieder. Der Dichter und Romanautor Uladsimir Njakljajeu (Wladimir Nekljajew, * 1946) war einer der ersten belarussischen Intellektuellen, die in dieser Zeit emigrierten (1999 nach Polen); er lebt inzwischen wieder in Minsk, stand aber nach seiner Präsidentschaftskandidatur zeitweise unter Hausarrest.

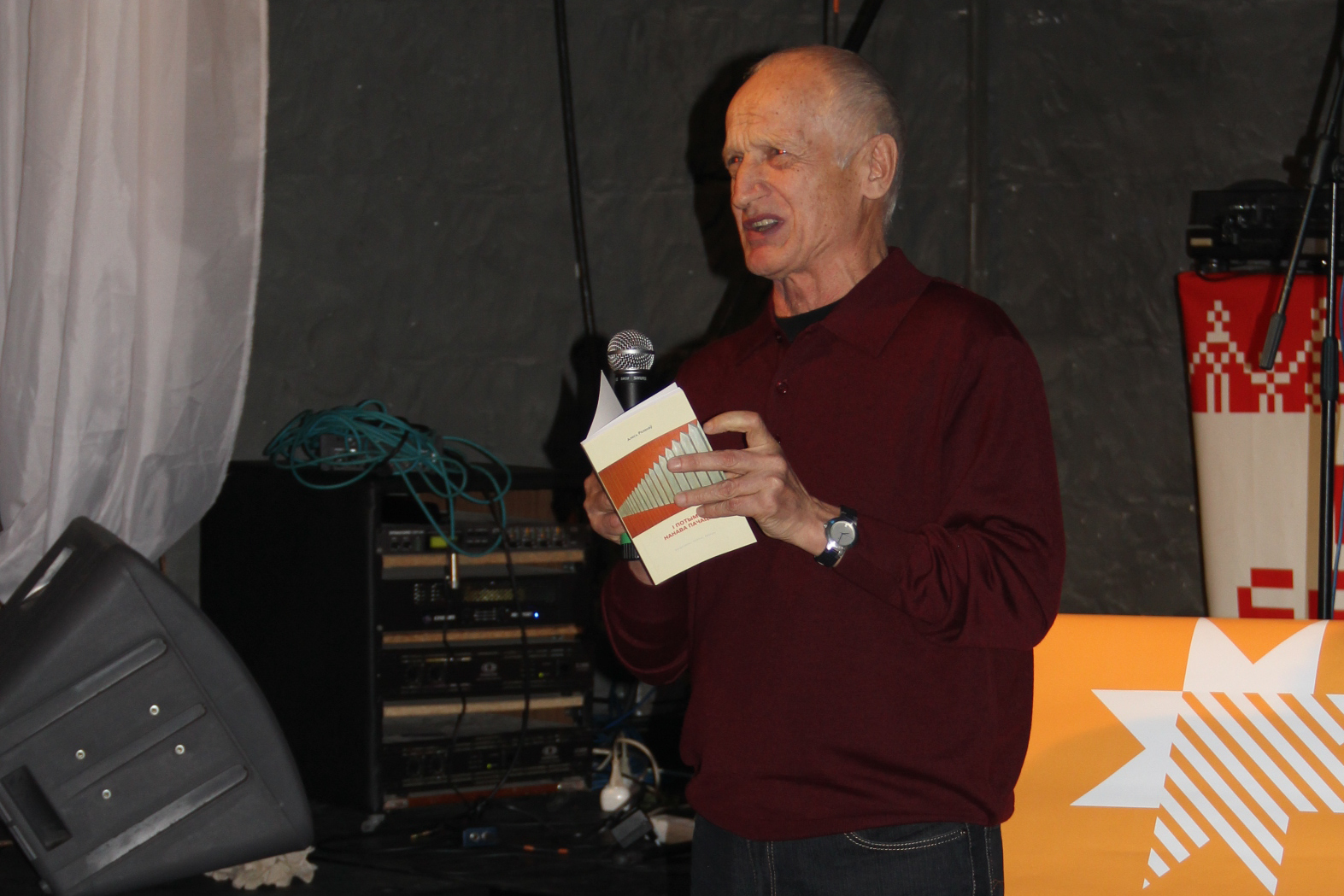
Ales Rasanau in Minsk, Dezember 2011

Als wichtige Autoren, die noch in der Sowjetunion aufgewachsen sind, gelten der innovative Lyriker und Übersetzer Ales Rasanau (1947–2021), der sich schon in den 1970er Jahren für den Gebrauch der belarussischen Sprache einsetzte und in seinen letzten Jahren meist in Deutschland lebte, der Philosoph und Essayist Waljanzin Akudowitsch (* 1950) und der durch das Buch Minsk – Sonnenstadt der Träume in Deutschland bekannt gewordene Artur Klinau (russ.: Klinow, * 1965). Die Geschichten der Journalistin und Erzählerin Natalka Babina (* 1966) sind im ländlichen Grenzbereich von Belarus mit der Ukraine und Polen angesiedelt.
Nur in russischer Sprache schreibt die in Minsk lebende Swetlana Alexijewitsch, die für ihre dokumentarische Prosa über das Leben in der sowjetischen und postsowjetischen Gesellschaft (u. a. Der Krieg hat kein weibliches Gesicht, dt. Berlin 1987; Secondhand-Zeit. Leben auf den Trümmern des Sozialismus, dt. München 2013) mehrfach ausgezeichnet wurde. Sie erhielt 2013 den Friedenspreis des Deutschen Buchhandels und 2015 den Nobelpreis für Literatur.

## Gegenwart: Repression und Exil
Spätestens seit der Präsidentschaftswahl 2006 nahmen staatliche Zensur, Repression und Folter ein Ausmaß an, das viele Intellektuelle zur Emigration bewegte. Die Werke von Autorinnen und Autoren, die dauernd oder zeitweise im Ausland leben, werden selten oder nicht in ihrer Heimat verlegt, wo sie mit der Zensur kämpfen müssen. Das private Verlagswesen blieb schwach entwickelt, doch sind auch in den Staatsverlagen einige wichtige Werke erschienen. Offizielles Organ der Autoren war bis 2021 der Verband der Schriftsteller von Belarus (UBW), den der ehemalige Polizeigeneral Nikolai Tscherginez anführte.
Die früher wichtige private Zeitschrift Kultura berichtet weitgehend nur noch über offizielle Anlässe, so dass das Internet zum wichtigen Medium der unzensierten Verbreitung von Literatur geworden ist. So hat der im Exil lebende Viktor Martinowitsch (* 1977) seinen Roman Paradiese nur im Internet veröffentlicht, damit er in Belarus zugänglich ist.
2021 wurde der Verband belarussischer Schriftsteller verboten. Damit existieren keine unabhängigen Schriftstellerorganisationen in Belarus mehr. Die Vorsitzende des PEN-Clubs Swetlana Alexijewitsch war schon 2020 ins Ausland gegangen. Im gleichen Jahr wurden fast 600 Autoren und Künstler inhaftiert.
Zu den bekannten jüngeren Autoren, die das Land verließen, zählen Alherd Bacharewitsch (* 1975), dessen Roman Die Elster auf dem Galgen 2010 in Deutschland erschien und der mit seiner Ehefrau, der Lyrikerin Julija Zimafejewa (Cimafiejeva, * 1983) seit 2020 im österreichischen Exil lebt, ferner die in den USA lebende Lyrikerin Valzhyna Mort (* 1981), die Linguistin, Lyrikerin und Erzählerin Wolha Hapejewa (* 1982), die seit 2020 in München lebt und von der zwei Bücher in deutscher Sprache vorliegen, sowie die Journalistin und Essayistin Maryna Rakhlei (* 1980), von der 2020 Ein Treppenhaus in Minsk in deutscher Sprache erschienen ist. Das sehr persönliche Buch zeigt, wie schwierig es war, sich nach der Unabhängigkeit, die für viele eine Überforderung darstellte, mit der Kultur und Geschichte Belarus’ zu identifizieren, ja diese Identität neu zu erfinden: „Man hatte die Freiheit, ekelte sich vor der Armut und Hoffnungslosigkeit, hatte das Land aber auch lieb.“ Viele der im Exil entstandenen Arbeiten wie das 2021 unter dem Titel Minsk erschienene Tagebuch von Cimafiejava haben vor allem eine dokumentarische Funktion oder arbeiten mit semidokumentarischen Mitteln.

## Anthologien
- Ferdinand Neureiter (Hrsg.): Weißrussische Anthologie. Ein Lesebuch zur weißrussischen Literatur (in weißrussischer Sprache mit deutschen Übersetzungen). Sagner, München 1983. ISBN 3-87690-252-5
- Martin Pollack, Thomas Weiler: Dossier Belarus. Literatur und Kritik 460/461, 2012, Hg. Robert Bosch Stiftung, S. 31–84 online
- Norbert Randow (Hrsg.): Die junge Eiche. Klassische belorussische Erzählungen. Reclam, Leipzig 1987. ISBN 3-379-00133-3
- Norbert Randow (Hrsg.): Störche über den Sümpfen. Belorussische Erzähler. Verlag Volk und Welt, Berlin 1971
- Ferdinand Neureiter (Hrsg.): Weißrussische Anthologie: Ein Lesebuch zur weißrussischen Literatur. München 1983
- Лінія фронту – Frontlinie -1, Deutsch-Belarussische Anthologie, Hg.: Zmicier Vishniou, Volha Hapiejeva, André Böhm, Логвінаў/Goethe-Institut 2003
- Лінія фронту – Frontlinie -2, Deutsch-Belarussische Anthologie, Hg.: Zmicier Vishniou/Martina Mrochen, Логвінаў/Goethe-Institut 2007